# Sveta Gera

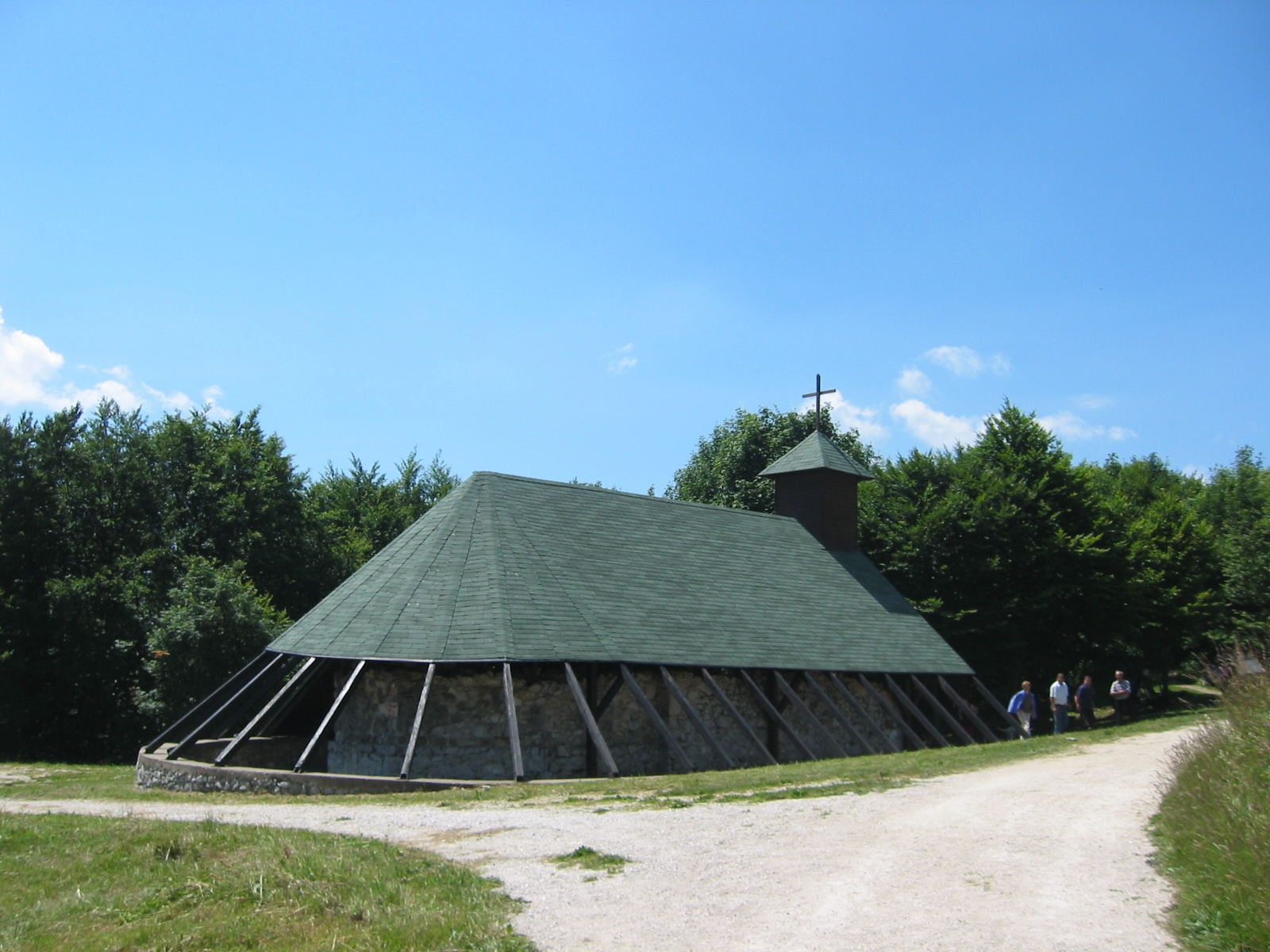
Kirche St. Elija

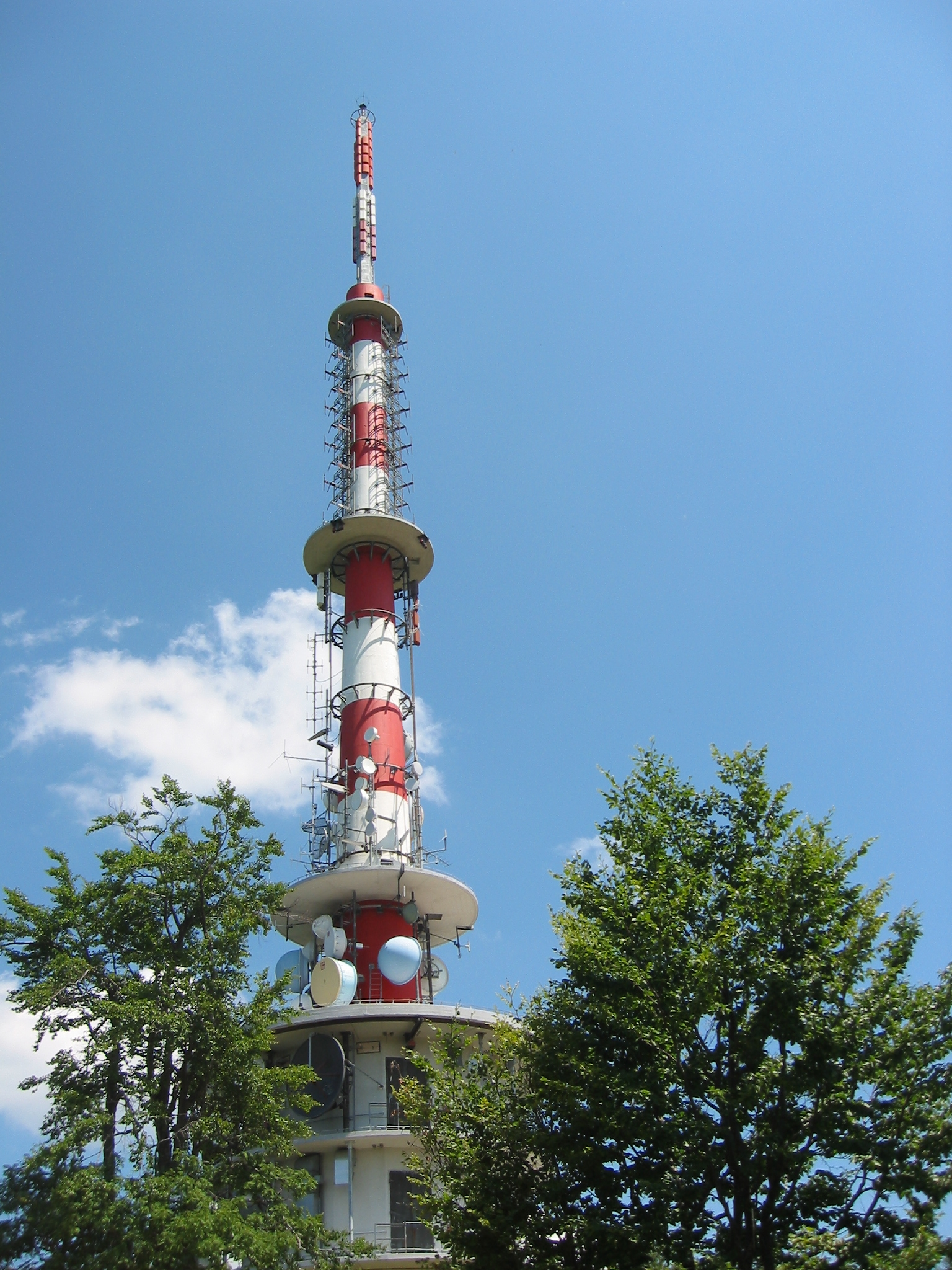
TV-Sendeturm für slowenische und kroatische Sender

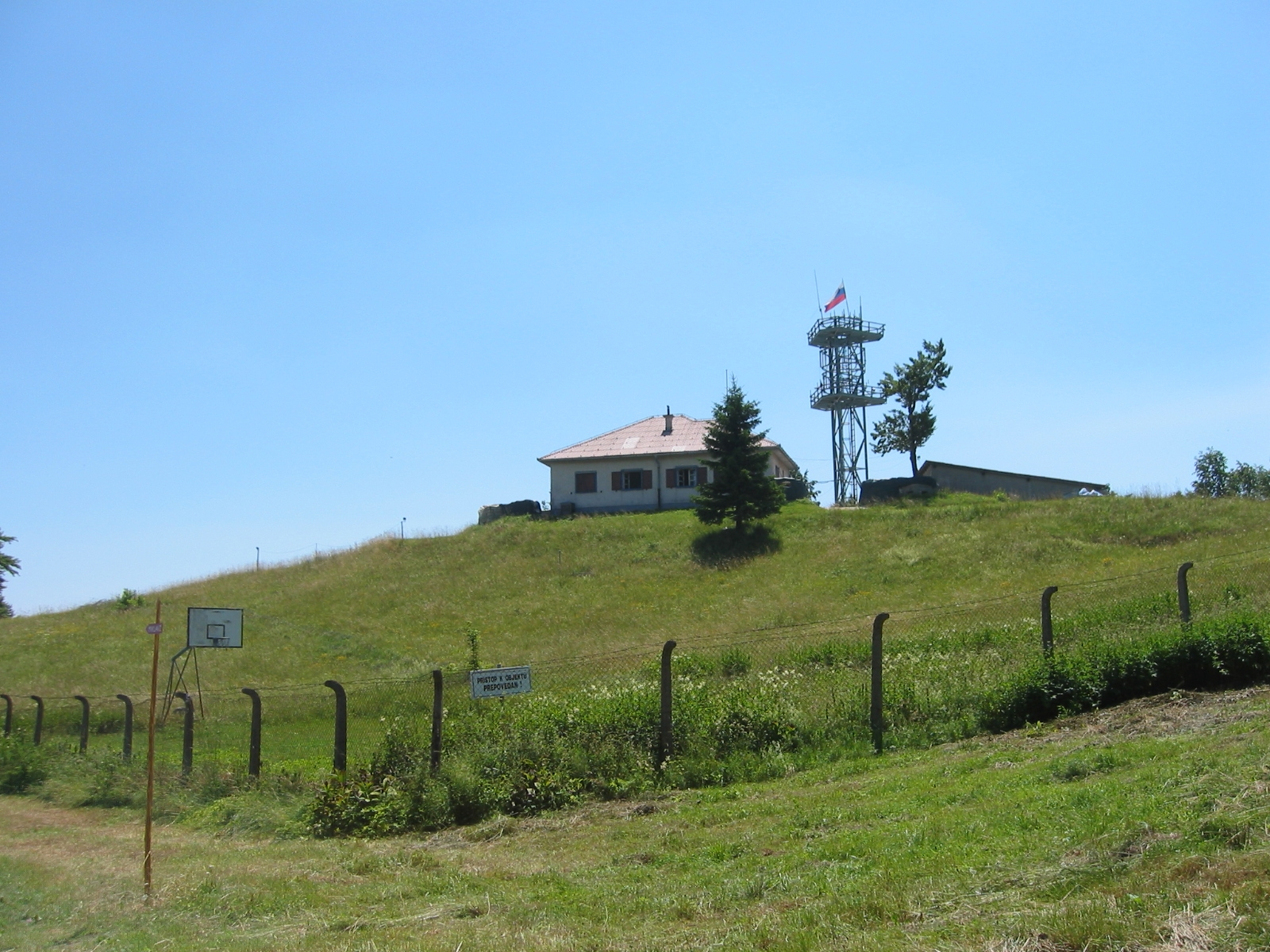
Militärobjekt

Sveta Gera ist der kroatische Name des höchsten Berges des Žumberak-Gebirges (slow. Gorjanci) und ist Teil der kroatisch-slowenischen Grenze. Das teilweise nicht baumbestandene Gipfelplateau hat etwa 300 Meter Ausdehnung und erreicht mit 1178 Meter seine maximale Höhe (nach offiziellen Quellen 1181 m).

## Namensgebung
Die Slowenen gaben 1923 den Berg den Namen Trdinov vrh (Trdina-Berg) zur Erinnerung an den Schriftsteller Janez Trdina aus Mengeš.
Ältere deutsche und ungarische Quellen bezeichnen den Berg als St. Geraberg bzw. Gorianc. Ältere kroatische Quellen führen den Namen Sveti Ilija auch als Name des Berges.

## Grenzstreit
Um die Staatszugehörigkeit des Gipfels gibt es einen Konflikt zwischen Slowenien und Kroatien, der auch mit der Entscheidung um die Bucht von Piran zusammenhängt.

## Geschichte
- 1447 – erste Erwähnung der Kirche Sveta Jera / Sveta Gera
- 1530 – Beginn der Besiedlung durch Uskoken im Žumberak und Errichtung der Kirche St. Elias
- 1802 – Schließung der Kirche Sveta Gera
- 1889 – Markierung des ersten Wandersteigs zum Gipfel durch Johannes Frischauf
- 1899 – Einrichtung eines Aussichtsturms
- 1905 – Wanderweg aus Novo mesto
- 1923 – Berg Sveta Jera umbenannt in Trdinov vrh auf Initiative von Ferdinand Seidl
- 1934 – über dem Triangulationspunkt wird eine 21 m hohe Holzpyramide errichtet
- 1960 – Errichtung einer neuen 15 m hohen Betonsäule
- 1968 – Errichtung einer Straße und der JVA-Militäranlage
- 1980 – Slowenische Naturschutzverordnung für den Urwald am Trdinov vrh
- 1984 – Bau eines 90 m hohen visok Telekommunikationsturms
- 1991 – JNA verlässt den Militärposten, mit der Zustimmung von Kroatien wird es von der slowenischen Territorialverteidigung übernommen
- 1992 – Auffinden der Ruinen der Sankt-Elias-Kirche
- 1993 –  Auffinden der Ruinen der Sankt-Gera-Kirche und ein Ziegeldach mit einer Glocke
- 1993 – Bau der Straße auf den Gipfel von kroatischer Seite
- 1999 – Gründung des Naturparks Žumberak – Samoborske gorje auf kroatischer Seite

## Bauten
Eine ca. 15 Meter hohe Säule der Landesvermessung befindet sich am Gipfel.

### Sakralbauten
Es ist nicht bekannt, von wem und wann genau die Kirche der Hl. Gera (Getrude) errichtet worden ist, die 100 Meter vom Gipfel entfernt auf slowenischer Seite liegt. Die Kirche wurde erstmals im Jahre 1447 in einem Dokument als „Sand Gertrauten Kirche“ erwähnt, die im Klosterwald liegen würde. Mit diesem Dokument bestätigten Friedrich II. und dessen Sohn Ulrich II. der Kartause Pleterje das Eigentum auf den Klosterwald auf den Gorjanci. Dieser wurde dem Kloster bereits bei dessen Gründung 1406 von Ulrich II. geschenkt. Der Name geht auf die Äbtissin Gertrude aus Nivelles (Belgien) zurück.
Der Berg ist seit damals auch als Sveta Gera bekannt, obwohl er im Jahre 1932 auf Initiative des Alpenvereins Novo mesto offiziell zu Trdinov Vrh umbenannt worden ist.
Im Urbar der Herrschaft Kostanjevica aus dem Jahre 1625 trafen dort die Grenzen der Herrschaften Kostanjevica, des Klosters Pleterje, Žumberak und Mehovo aufeinander. Die Kirche wurde Ende des 18. Jahrhunderts aufgelassen. Die steinerne Statue der Heiligen Gera wurde 1802 von einem Bauern entdeckt und ist in der Galerie Božidar Jakac in Novo mesto ausgestellt.
Etwa 20 Meter von den Ruinen der Kirche der Hl. Gera entfernt findet man die Überreste der griechisch-katholischen Kirche St. Elija.

### Militärstützpunkt
In Gipfelnähe, auf kroatischer Seite, befindet sich eine umstrittene militärische Einrichtung, die die Jugoslawische Volksarmee  1991 verließ und die seitdem von der slowenischen Armee genutzt wird.

### Fernsehsender
Radiotelevizija Slovenija errichtete 1986 am Gipfel einen 94 Meter hohen Rundfunksendeturm.